# Råstrivier
De Råstrivier is een rivier die stroomt in de Zweedse  gemeente Kiruna. De rivier verzorgt de afwatering van een berggebied met als noordelijkste punt het zuiden van het Råstojaure. Het meer verzamelt water uit bergrivieren en beken. De Råstrivier stroomt meanderend zuidwaarts totdat zij de Tavvarivier ontmoet, komend uit het zuiden. Hun gezamenlijke water stroomt oostwaarts en is dan bekend onder de naam Lainiorivier.
De rivier staat bekend onder een aantal namen: Råstrivier, Råstätno, Rostueatnu, Rusujohka, een probleem voorkomend uit het verzweedsing van de Samische naam Rostueatnu. Ze is 65 kilometer lang.
Bronrivieren: Gievnanjunirivier, Áitečuolmmarivier, Unna Čuolmmasrivier, Piggusrivier, Såtsanjåkka, Vutnesj-jåkka (met Gillarrivier en Golggutrivier), Rávdurivier, Virkkalrivier, Omatrivier (met Ákčarivier) en de Kassåivejåkka.
Afwatering: Råstrivier → Lainiorivier → Torne → Botnische Golf